# Holotrichia javana
Holotrichia javana är en skalbaggsart som beskrevs av Brenske 1892. Holotrichia javana ingår i släktet Holotrichia och familjen Melolonthidae. Utöver nominatformen finns också underarten H. j. pilicollis.